# Konkurs Piosenki Turkowizji 2015
3. Konkurs Piosenki Turkwizji – impreza muzyczna, która została zorganizowana 19 grudnia 2015 roku w Turcji przez tureckiego nadawcę Turkish Music Box Television (TMB). Był to drugi konkurs zorganizowany przez turecką telewizję.

## Miejsce organizacji konkursu
22 listopada 2014 roku zostało ogłoszone że Konkurs Piosenki Turkwizji 2015 zostanie zorganizowany w Turkmenistanie. Mary, stolica prowincji Mary w Turkmenistanie, została ogłoszona jako gospodarz. Jednak 21 lutego 2015 roku zostało ogłoszone że nowym miejscem gdzie odbędzie się konkurs będzie Aszchabad. Późnym sierpniem 2015 roku znów zmieniono miasto na Stambuł, Turcja.
Konkurs był organizowany w Yahya Kemal Beyatlı Gösteri Merkezi która ma pojemność na 10 000 osób.

## Kraje/Regiony uczestniczące

### Finał
| L.p. | Kraj                 | Język              | Artysta                       | Piosenka                | Miejsce | Punkty |
| ---- | -------------------- | ------------------ | ----------------------------- | ----------------------- | ------- | ------ |
| 1    | Niemcy               | turecki            | Derya Kaptan                  | „Sessiz Çığlık”         | 11      | 153    |
| 2    | Albania              | turecki            | Xhoi Bejko & Visar Rexhepi    | „Adi Hasret”            | 8       | 154    |
| 3    | Azerbejdżan          | azerski            | Mehman Tağıyev                | „Istanbul”              | 7       | 155    |
| 4    | Białoruś             | azerski            | Aleksandra Kazımova           | „Azadlıq”               | 20      | 126    |
| 5    | Bośnia i Hercegowina | bośniacki          | Adis Škaljo                   | „Pa šta”                | 12      | 153    |
| 6    | Bułgaria             | turecki            | Big Star Life                 | „Istanbuldayız”         | 6       | 162    |
| 7    | Gruzja               | azerski            | Anar Askerov                  | „Tenha yürek”           | 16      | 138    |
| 8    | Irak                 | turecki            | Oğuz Sırmalı                  | „Serenat”               | 17      | 137    |
| 9    | Iran                 | azerski            | Reza Esbilani                 | „Mənim arzum”           | 19      | 131    |
| 10   | Kazachstan           | kazachski          | Orda                          | „Olay Emes”             | 2       | 185    |
| 11   | Kirgistan            | kirgiski           | Jiidesh İdirisova             | „Kim bilet” (ким билет) | 1       | 194    |
| 12   | Kosowo               | turecki            | Tolga Kazaz                   | „Sevmek Günah Midir?”   | 14      | 141    |
| 13   | Cypr Północny        | turecki            | İpek Amber                    | „Sessiz Gidiş”          | 9       | 154    |
| 14   | Macedonia            | turecki            | Kaan Mazhar                   | „Böyle Olmamalıydı”     | 4       | 165    |
| 15   | Gagauzja             | turecki            | Valentin Ormanji              | „Sev beni sev”          | 10      | 154    |
| 16   | Uzbekistan           | uzbecki            | KaaPlya (Ajnabiy) and Hurdona | „Azadlık”               | 21      | 119    |
| 17   | Rumunia              | turecki            | Edvin Eddy                    | „Seviyorum, Anlasana”   | 18      | 134    |
| 18   | Serbia               | serbski, bośniacki | Almedin Varošanin             | „Iz”                    | 15      | 140    |
| 19   | Syria                | turecki            | Adil Şan                      | „Geliş”                 | 5       | 165    |
| 20   | Turcja               | turecki            | Görkem Durmaz                 | „Hırçın Sular”          | 3       | 185    |
| 21   | Ukraina              | gagauski           | Anna Mitioglo                 | „Baaşla bana”           | 13      | 148    |

## Pozostałe kraje/regiony
- Ałtaj – w listopadzie 2015 Republika Ałtaju potwierdziła rezygnację. Było to spowodowane stanem stosunków międzynarodowych pomiędzy Federacją Rosyjską a Turcją.
- Baszkortostan – w listopadzie 2015 Baszkortostan potwierdził rezygnację. Było to spowodowane złym stanem stosunków międzynarodowych pomiędzy Federacją Rosyjską a Turcją.
- Chakasja – w listopadzie 2015 Chakasja potwierdziła rezygnację. Było to spowodowane złym stanem stosunków międzynarodowych pomiędzy Federacją Rosyjską a Turcją.
- Dagestan – chociaż Dagestan potwierdził debiut, nie było jego jednak na liście. Przyczyna jest nieznana.
- Jakucja – w grudniu 2015 Jakucja potwierdziła rezygnację. Było to spowodowane złym stanem stosunków międzynarodowych pomiędzy Federacją Rosyjską a Turcją.
- Kabardo-Bałkaria i  Karaczajo-Czerkiesja – w grudniu 2015 Kabardo-Bałkaria i Karaczajo-Czerkiesja potwierdziły rezygnację. Było to spowodowane złym stanem stosunków międzynarodowych pomiędzy Federacją Rosyjską a Turcją.
- Kałmucja – Kałmucja wysłała delegację do Stolicy Kulturowej do Merwa, Turkmenistan. Jednak GTRK Kalmykia, nie potwierdziła debiutu[4].
- Stawropolski – w grudniu 2015 Kraj Stawropolski potwierdził brak debiutu. Było to spowodowane złym stanem stosunków międzynarodowych pomiędzy Federacją Rosyjską a Turcją.
- kemerowski
- moskiewski – w grudniu 2015 Obwód moskiewski potwierdził rezygnację. Było to spowodowane złym stanem stosunków międzynarodowych pomiędzy Federacją Rosyjską a Turcją.
- Republika Krymu – w grudniu 2015 Republika Krymu potwierdziła rezygnację. Było to spowodowane złym stanem stosunków międzynarodowych pomiędzy Federacją Rosyjską a Turcją.
- Tatarstan – w grudniu 2015 Tatarstan potwierdził rezygnację. Było to spowodowane złym stanem stosunków międzynarodowych pomiędzy Federacją Rosyjską a Turcją.
- Tuwa – w listopadzie 2015 Tuwa potwierdziła rezygnację. Było to spowodowane złym stanem stosunków międzynarodowych pomiędzy Federacją Rosyjską a Turcją.
- Węgry – Węgry wysłały delegację do Stolicy Kulturowej w Merwie, Turkmenistan. Jednak żaden z węgierskich nadawców nie potwierdził debiutu[5].